# Белый взрыв
«Белый взрыв» — советский художественный чёрный-белый фильм, военная драма, снятая режиссёром Станиславом Говорухиным в 1969 году на Одесской киностудии.

## Сюжет
Действие происходит в годы Великой Отечественной войны в горах Кавказа. Солдаты Третьего рейха из горнострелковой дивизии «Эдельвейс» заняли позицию в горах, с которой обстреливают переправляющихся через хребет беженцев и раненых.
Лейтенант Артём Арсенов (Армен Джигарханян) предлагает смелый план: подняться на вершину и взорвать снеговую шапку, чтобы образовавшаяся лавина обрушилась на немецкие позиции. Сам он безуспешно пытался покорить эту вершину ещё в довоенное время. Для выполнения задания он набирает группу из шести человек, среди которых есть как опытные альпинисты, так и новички.
Группа с потерями добирается до вершины и выполняет задание. Через разблокированный перевал начинают движение силы Красной армии.

## В ролях
- Сергей Никоненко — Николай Спичкин
- Людмила Гурченко — Вера Арсенова
- Анатолий Игнатьев — Вадим Баранов
- Армен Джигарханян — лейтенант Артём Арсенов
- Фёдор Одиноков — Семён Иванович
- Леван Пилпани — Шота Илиани
- Бухути Закариадзе — Тенгиз Александрович, полковник
- Степан Крылов — комиссар
- Владимир Высоцкий — капитан
- Николай Федорцов — раненый
- Нэлли Хаджиева — мать Тимура
- Станислав Говорухин — немецкий офицер (нет в титрах)

## Съёмочная группа
- Авторы сценария: Эдуард Володарский и Станислав Говорухин
- Режиссёр-постановщик: Станислав Говорухин
- Главный оператор: Василий Кирбижеков
- Художник-постановщик: Михаил Заяц
- Композитор: София Губайдулина
- Консультант по альпинизму: Леонид Елисеев

## Съёмки
- Второй фильм Станислава Говорухина, посвящённый альпинистам (первым был «Вертикаль»).
- Консультантом картины выступил мастер спорта по альпинизму Леонид Елисеев, также участвовавший в съёмках «Вертикали»[1].
- Фильм предполагалось снимать на Кавказе, однако из-за травм, полученных Говорухиным, Елисеевым и оператором Василием Киржибековым во время вертолётной аварии, съёмки перенесли в Крым, в место неподалёку от Ангарского перевала на склонах горы Эльхк-Кая[1][2][3].
- Участие в фильме Владимира Высоцкого было случайным: во время отдыха в Крыму он решил навестить Говорухина, который уговорил его сняться в эпизоде. Позже Высоцкий специально для фильма написал две песни: «Но вот исчезла дрожь в руках» и «К вершине», посвящённую памяти Михаила Хергиани. Он отправил ленту с записями режиссёру, но тот по каким-то причинам не вставил их в картину, о чём позднее жалел[4][5].
- Герой Владимира Высоцкого был переозвучен другим актёром[6]. По словам представителя Одесской киностудии, Высоцкий не смог присутствовать на озвучании, и Станислав Говорухин попросил одесского актёра Бориса Зайденберга озвучить его роль[7].